# Dressta

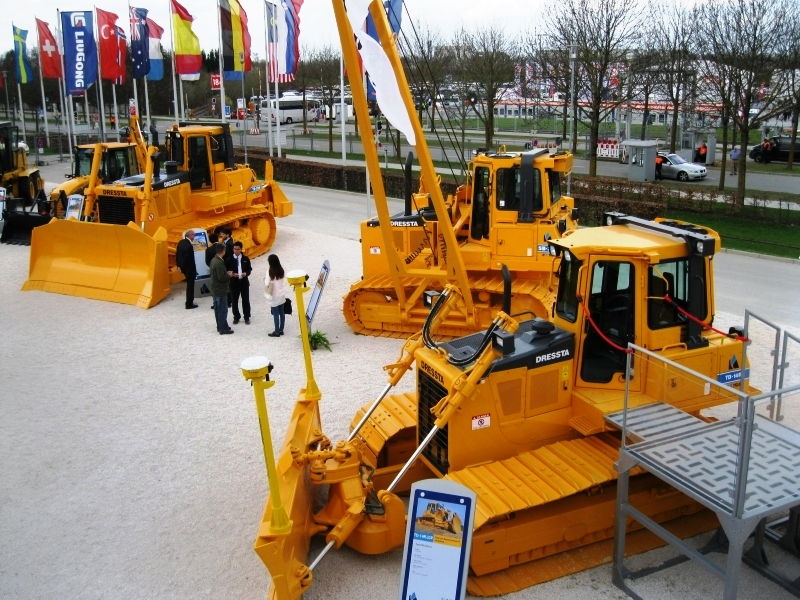
Polskie maszyny budowlane na Targach BAUMA 2013 Monachium, Niemcy...

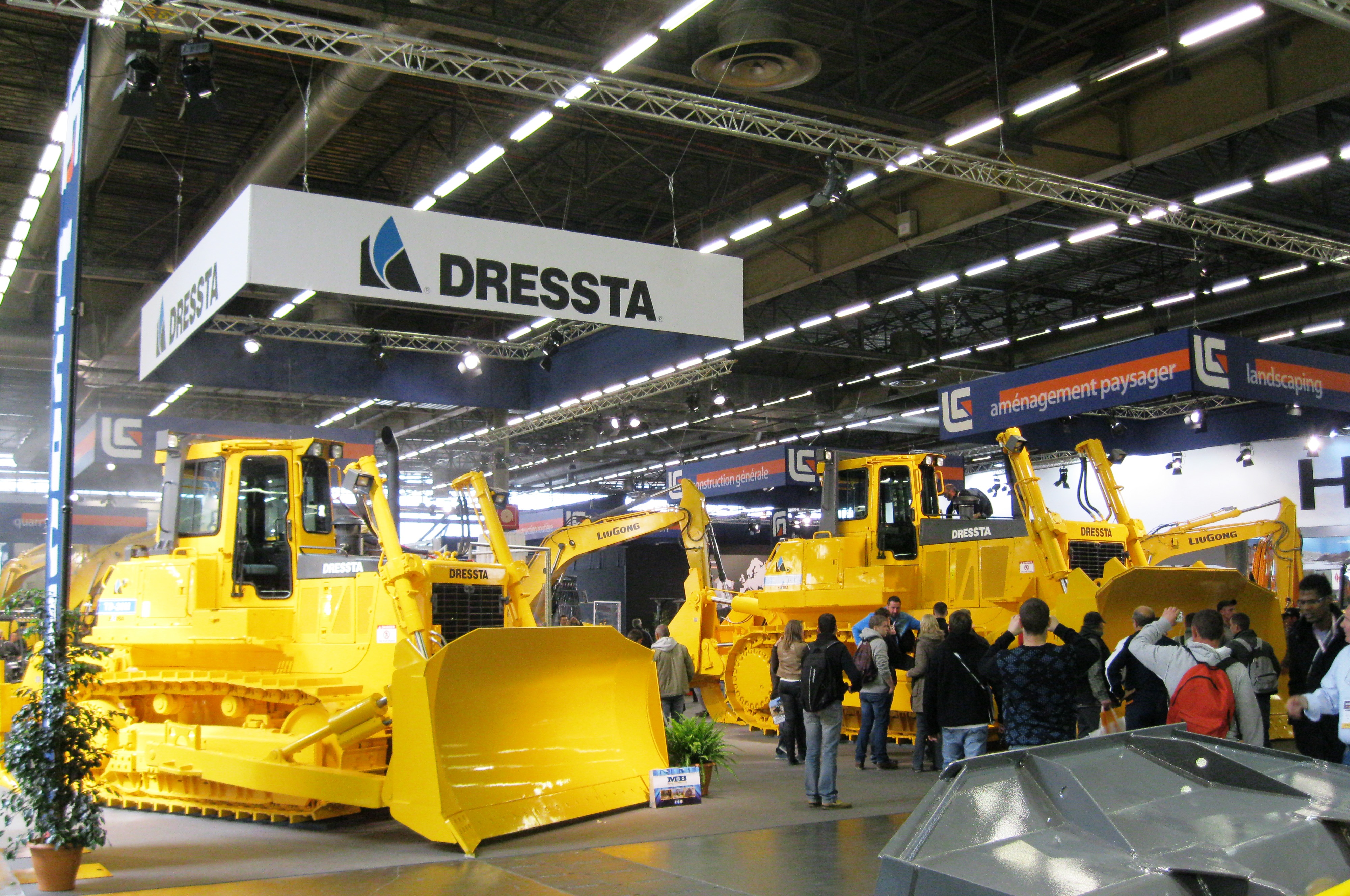
... na Targach INTERMAT 2012 Paryż, Francja.

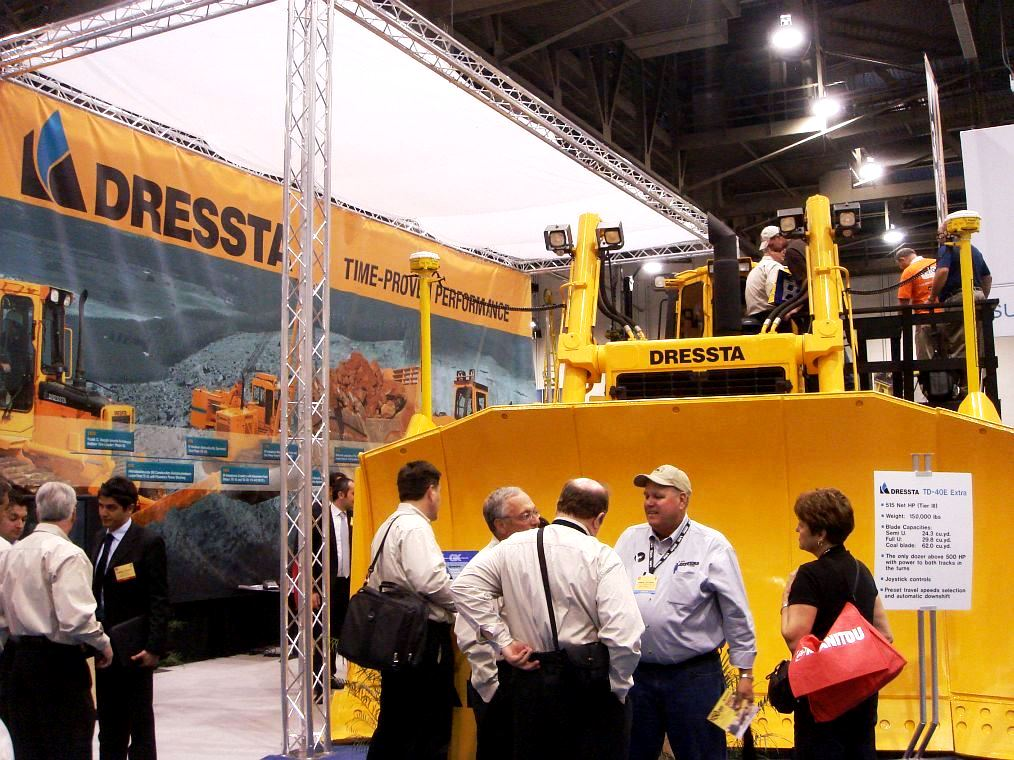
... na Targach CONEXPO 2008 Las Vegas, USA.

DRESSTA – marka polskich maszyn budowlanych (spycharki gąsienicowe, ładowarki kołowe, ładowarki gąsienicowe, układarki rur, kompaktory i koparko-ładowarki) produkowanych na licencji amerykańskiej firmy International Harvester od 1973 roku przez Hutę Stalowa Wola w Stalowej Woli. W 1982 roku International Harvester został zakupiony przez Dresser Industries. Na rynkach światowych marka pojawiła się w 1995 roku. Przez cały ten okres maszyny były modernizowane i unowocześniane przez amerykańskich oraz polskich inżynierów. W połowie lat 80. XX wieku wspólnie stworzyli „maszynę przyszłości”, czyli spycharkę gąsienicową TD-40 o mocy silnika 450 KM, masie prawie 55 ton i pojemności lemiesza wklęsłego aż do 19 m sześc. Tylko trzy firmy na świecie produkowały wówczas spycharki powyżej tej mocy – Caterpillar, Komatsu i Fiat-Allis. Czwartą była HSW.
Nazwa marki to akronim składający się z wyrazów: DRESser i STAlowa Wola, który nawiązuje do amerykańskiego partnera i miejsca produkcji. W 1995 roku zaprojektowano obecne logo, a rok później zaprezentowano je oficjalnie podczas targów Intermat w Paryżu. Logo składa się z kompozycji piktogramów osprzętu roboczego maszyn budowlanych. Są to rzuty boczne lemiesza, łyżki i zęba zrywaka. Rysunki lemiesza i łyżki mają kolor czarny, zaś ząb zrywaka – niebieski.
Od 1 lutego 2012 roku właścicielem marki DRESSTA jest chiński koncern Guangxi LiuGong Machinery.